# Alexandra Boltasseva
Alexandra Boltasseva é professora de engenharia eléctrica e da computação na Purdue University e editora-chefe do jornal Optical Materials Express da The Optical Society. A sua pesquisa concentra-se em metamateriais plasmônicos, compostos de metais feitos pelo homem que usam plasmones de superfície para atingir propriedades ópticas não vistas na natureza.